# Une affaire d'État
Pour plus de détails, voir Fiche technique et Distribution.
Une affaire d'État est un film français réalisé par Éric Valette en 2009.

## Synopsis
Nora Chahyd, une jeune policière énervée, enquête sur l’assassinat d'une fille dans une rue de Pigalle. Au même moment, un avion bourré d'armes et de munitions explose au-dessus du golfe de Guinée. La jeune policière ne se doute alors pas un seul instant que les deux affaires sont liées et impliquent toutes les deux des personnes haut-placées, et notamment Victor Bornand, le "Monsieur Afrique" officieux du gouvernement chargé des dossiers concernant les relations entre la France et divers pays d'Afrique, que cherche à faire chuter Macquart, le chef des Renseignements généraux.

## Fiche technique
- Titre : Une affaire d'État
- Réalisation : Éric Valette
- Scénario : Alexandre Charlot et Franck Magnier d'après le roman Nos fantastiques années fric de Dominique Manotti.
- Musique : Noko
- Production : Éric Névé, Alexandra Swenden et Adrien Maigne[1]
- Société de production : Les Chauves-Souris[1], Cofinova 5
- Sociétés de coproduction : Canal+, TPS Star et Studio 37[1]
- Distribution : France : Mars Distribution[1]
- Pays d'origine :  France
- Date de sortie : 25 novembre 2009 en France

## Distribution
- André Dussollier : Victor Bornand
- Thierry Frémont : Michel Fernandez
- Rachida Brakni : Nora Chahyd
- Christine Boisson : Mado
- Gérald Laroche : Christophe Bonfils
- Serge Hazanavicius : Olivier Keller
- Éric Savin : Maurizio
- Jean-Michel Martial : Pierre Massembat
- Jean-Marie Winling : Macquart
- Laurent Bateau : Pascal Chardon
- Olivier Schneider : Raphaël Laurencin
- Élodie Navarre : Katryn
- Denis Podalydès : Louis Flandin
- Delphine Depardieu : Marie Malinvaud
- Paul Minthe : Patrice Bestegui
- David Rousseau : Julien
- Alaa Oumouzoune : le métis
- HPG : le chauve
- Thierry Hancisse : Jacques Perrot
- Daniel-Jean Cassagne : le secrétaire général
- Nicky Marbot : le commissaire divisionnaire
- Emmanuelle Rivière : la fille du sculpteur
- Adam Pengsawang : le sculpteur
- Martine Grémont : la comptable de Mado
- Nicolas Devort : le jeune homme
- Agnès Bonfillon : la présentatrice du JT
- Pascal Le Grand : le concierge du Grand Hôtel
- Boris Ehrgott : le présentateur du JT
- Michel Ferracci: le patron de la casse
- Jérémie Steib : le policier en tenue
- Frédéric Anscombre : le flic de la crim'
- Patrick Marquant : Pilote avion-cargo
- Robert Clin : le copilote de l'avion-cargo
- Geoffrey Carey : l'amateur d'art
- Philippe Lesoing : le maître d'hôtel
- Clémence Bretécher : jeune fille Bornand
- David Tissot : le majordome
- Philippe Magnan : le président de la République
- Thierry Atlan
- Lena Kowski
- Ghislaine Ledron
- Marcel Mankita
- Diane Pierens
- Julien Sibre
- Nadine Pawlikowski
- François Rocquelin
- Jean-François Rouzières
- Cynthia Schibli

## Distinctions
- 2010 : « POLAR » 2010 du Meilleur Film Long Métrage Francophone de Cinéma au Festival Polar de Cognac